# نالتريكسون
النَّالتريكسون Naltrexone هو من المُثَبِّطات أو المُضادَّات الأفيونيَّة Opiate Antagonists، يَعمَل على الوقاية من تأثيرات الامتِناع عن المخدِّرات والكُحول وتَخفيف الألم النَّاجِم عن ذلك.
يُعطى الدواء بمقدار 50 ملغ عن طريق الفم مرَّةً يومياً في معالجة إدمان الكحول. كما يتوفَّر مستحضر مديد المفعول للحقن، حيث يُعطى بمقدار 380 ملغ كلَّ أربعة أسابيع أو مرَّةً في الشهر بالحقن في العضلة الألويَّة (الرَّدف) gluteal injection بالتناوب بين الجِهتين. أمَّا في حالةِ إدمان الأَفيونيَّات، فيُعطى في البداية بجرعة 25 ملغ عن طريق الفَم مرَّة باليوم، ثمَّ 50 ملغ مرَّة باليوم حسب تَوصِيات الطَّبيب.
. يتم تسويقها في شكل عام رئيسا كملح هيدروكلوريد والملح، نالتريكسون هيدروكلوريد ' ، وتسوق تحت أسماء تجارية Revia' و Depade. في بعض البلدان، بما في ذلك الولايات المتحدة.
يجب عدم الخلط بين نالتريكسون مع النالوكسون ولا نالورفين، والتي تستخدم في الحالات الطارئة من الأفيونية جرعة زائدة.

## استعمال الدواء

### إدمان الكحول
الاستخدام الرئيسي للنالتريكسون هو لعلاج إدمان الكحول. وقد تبين النالتريكسون يقلل الافراط في شرب الخمر. يُستَعمَل هذا الدَّواءُ للحِفاظ على حالة عدم الاعتماد على الكُحوليَّات. وهذا صحيح حتى في أولئك الذين ما زالوا يشربون مع تعاطي نالتريكسون، إلا أنه أقل فعالية في مساعدة المدمنين على التوقف تماما.

### إدمان الأفيونيات
يُستَعمَل هذا الدَّواءُ للحِفاظ على حالة عدم الاعتِماد على المخدِّرات.

## آلية عمل الدواء
النَّالتريكسون هو من فئةٍ مماثلة للأفيونيَّات في البنية، كالمورفين؛ فمن المعروف أنَّ الأفيونيَّات، لاسيَّما المواد الأفيونيَّة غير المشروعة كالهيروين، تسبِّب الإدمان أو الاعتماد إذا ما استُخدمت لفتراتٍ طَويلة من الزمن. ولذلك، يَعمَل النَّالتريكسون على وجه التَّحديد من خلال إحصار المستقبلات الأفيونيَّة في الدِّماغ لعرقلة عمل المواد الأفيونيَّة، ولهذا يُستَعمَل في مُعالجة الإِدمان على الأفيون.
- يمنع النَّالتريكسون سلوكَ البَحث عن المخدِّرات.
- يمنع النَّالتريكسون بلوغَ النَّشوة في إدمان المخدِّرات.

## الأعراض الجانبية للدواء
الآثار الجانبية الأكثر شيوعا وسجلت عند تعاطي نالتريكسون غير محددة لكن غالبها شكاوي في الجهاز الهضمي مثل الإسهال وتقلصات في البطن.
تم الإبلاغ عن النالتريكسون أنه يسبب تلف الكبد (عندما يعطى في جرعات أعلى من الموصى بها). أنه يحمل تحذيرا في عبواته FDA لهذه الآثار الجانبية النادرة. ونظرا لهذه التقاريريمكن لبعض الأطباء التحقق من اختبارات وظائف الكبد قبل البدء نالتريكسون، وبعد ذلك بصورة دورية. نشأت مخاوف من تسمم الكبد في البداية من دراسة أجريت على مرضى غير مدمنين يعانون من السمنة المفرطة تلقي 300 على & nbsp؛ ملغ من نالتريكسون.
- الشُّعور بالدُّوار أو الدوخة، أو النُّعاس، أو تَشوُّش أو تغيُّم الرؤية، أو تغيُّر في طريقة التفكير. لذلك، يجب تجنُّبُ القيادة، وتجنُّب القيام بالمهام والأنشطة التي تحتاج إلى يقظة ورؤية واضحة حتَّى يظهر مدى تأثير هذا الدَّواء في المريض.
- عصبيَّة وانفعال زائد.
- صُداع، يمكن علاجُه بمسكِّنات الآلام البَسيطة.
- آلام في البطن.
- غَثيان أو قيء. ويمكن أن يفيدَ استعمالُ وجبات صغيرة متكرِّرة والعناية بنظافة الفم ومص حلوى جافَّة أو مَضغ اللبان «العلكة» للتَّخفيف من ذلك.
- عدم القُدرَة على النوم (أَرَق).

## وصلات خارجية
- LDNscience.org, a website dedicated to promoting and studying the therapeutic indications of low dose naltrexone.